# フレドリック・スターカウ
フレドリック・スターカウ（Frederick Wilford "Rick" Sturckow、1961年8月11日- ）は、アメリカ海兵隊の退役士官、宇宙飛行士である。
STS-88とSTS-105では操縦士として、STS-117とSTS-128では船長として計4回のミッションを経験したベテランであり、
いずれのミッションでも国際宇宙ステーション（ISS）とドッキングし、ISSを4回も訪れたことがある唯一の人物である。
ジョンソン宇宙センターでCapcomとして従事し、2013年に退職。現在は、ヴァージン・ギャラクティックのパイロット。

## 人物
カリフォルニア州レイクサイド在住の父カールと、同州ラ・メサ在住の母ジャネットの間に生まれる。ラ・メサで生まれたが、レイクサイドをホームタウンとしている。
メリーランド州グレイトミルズのMichele A. Streetと結婚する。
かつてen:Marine Corps Association (MCA)のメンバーであり、またen:Society of Experimental Test Pilots (SETP)の前メンバーであった。
まだ若い海兵隊員だった頃、“Caustic”と呼ばれていた飛行隊の司令官と容姿が似ていたことから、"Caustic Junior"を意味する"CJ"のニックネームをつけられた
。

## 教育
1978年にカリフォルニア州ラ・メサのGrossmont高校を卒業。
1984年にカリフォルニア州立ポリテクニック大学で a bachelor of science degree in en:mechanical engineeringを取得。

## 海兵隊での経歴
1984年12月に任官し、1987年4月にはThe Basic Schoolを卒業し, パイロットとなる。
第103戦闘攻撃飛行隊にて初期F/A-18訓練の後、サウスカロライナ州 米海兵隊Beaufort航空基地 第333海兵戦闘攻撃飛行隊に配属され、日本、韓国、フィリピンでの海外勤務を経て、
1990年3月、アメリカ海軍戦闘機兵器学校へ進む。
1990年8月より8か月間、バーレーン シェイク・イサ空軍基地に配属され、「砂漠の嵐」作戦では計41回の戦闘作戦に従事する。
1992年1月、カリフォルニア州 エドワーズ空軍基地 合衆国空軍テストパイロット学校へ進む。
1993年、F/A-18 E/F Project Pilot任務のため、メリーランド州 パタクセント・リバー 海軍航空試験センターのAircraft部門に配属される。
F/A-18テストパイロットとして、様々なプロジェクトや機密扱いのプログラムでも飛行している。
4,000時間以上の飛行経験と50機種以上での飛行経験を持つ。

### Awards and honors
en:Defense Superior Service Medal, en:Single Mission Air Medal with Combat “V”, en:Strike/Flight Air Medals (4),
en:Navy and Marine Corps Commendation Medal, en:Navy and Marine Corps Achievement Medal, en:NASA Space Flight Medals (2).

## NASAでの経歴
1994年12月、NASAに選ばれ、 1995年3月、ジョンソン宇宙センターに配属される。
一年間の厳しい選抜訓練を突破し、Astronaut OfficeのVehicle Systems and Operations部門へ技術問題担当として勤務する。
後に、ジョンソン宇宙センターAstronaut OfficeのShuttle Operations部門でDeputy Chiefとして、そして
ケネディ宇宙センターOperations SupportのLeadとして勤務する。
1998年12月のエンデバーによるSTS-88、
2001年8月のディスカバリーによるSTS-105に操縦士として参加する。
2007年6月のアトランティスによるSTS-117、
2009年8月のディスカバリーによるSTS-128には船長として参加する。
2010年2月のSTS-130、2010年4月のSTS-131には、the launch CAPCOMとして従事する。

## NASAの後
2013年5月8日、ヴァージン・ギャラクティックは、スペースシップツー宇宙船とホワイトナイトツー航空機の飛行試験にスターカウを雇ったことを発表した。 
2018年12月13日、VSSUnityの宇宙船VSS Unity VP-03で、米国の宇宙飛行の定義80.47キロメートル (50.00 mi)に到達した。

## References
1. ↑  “Science: Space, Environment & Trends” (英語). NBC News. 2020年11月1日閲覧。
2. ↑  MSNBC (2007年). “A look at the shuttle Atlantis' crew”.   MSNBC. 2009年8月5日閲覧。
3. ↑  “VIRGIN GALACTIC ADDS TWO PILOTS TO COMMERCIAL FLIGHT TEAM” (2013年8月5日). 2013年5月10日時点のオリジナルよりアーカイブ。2013年5月15日閲覧。
4. ↑  Malik, Tariq (2018年12月13日). “Virgin Galactic's 4th Powered Test Flight of SpaceShipTwo Unity in Twitter Posts”. Space.com. 2020年11月1日閲覧。

- NASA Biography
- Spacefacts biography of Frederick W. Sturckow